# Servische dinar
De dinar (Servisch: динар, динара=mv. dinara) is de munteenheid van Servië.
De dinar (van het Latijnse denarius, een Romeinse munt) was ook de munteenheid van het vroegere Joegoslavië.
Tegenwoordig wordt de dinar uitgegeven door de Narodna Banka Srbije, de nationale bank van Servië.
Er zijn biljetten van 10, 20, 50, 100, 200, 500, 1.000, 2.000 en 5.000 dinar. Sinds 2003 worden er geen nieuwe biljetten van 10, 20, 50 en 200 dinar in omloop gebracht. Er zijn munten van 50 para, en van 1, 2, 5, 10 en 20 dinar.
Ten tijde van de Balkanoorlogen, toen Servië en Montenegro nog bekendstond als de federale staat Joegoslavië, is de dinar verscheidene keren vernieuwd. Door deze oorlog was er een hyperinflatie, wat er in 1993 toe leidde dat er een biljet van 500.000.000.000 dinar in omloop was.
Omdat de dinar niet erg waardevast is, wordt al lange tijd door de bevolking in Duitse mark en nu dus ook in euro gerekend. Ook wordt spaargeld vaak in euro's bewaard.
Wisselen van de dinar naar euro is in Nederland en België lastig. Banken als ABN AMRO en GWK Travelex kennen geen officiële koers van de dinar en accepteren deze dan ook niet.
De oude dinar heeft ISO-code CSD, de nieuwe heeft ISO-code RSD.

## Kosovo en Montenegro
In Kosovo, dat vóór 17 februari 2008 officieel een deel van Servië was, en ook van Montenegro, waarmee Servië tot 2006 een republiek vormde, is de euro de officiële munteenheid.

## Bankbiljetten
| Waarde                  | Afbeelding           | Afbeelding             | Voorzijde                                                            | Achterzijde                                                                                | Jaar van uitgave |
| ----------------------- | -------------------- | ---------------------- | -------------------------------------------------------------------- | ------------------------------------------------------------------------------------------ | ---------------- |
| 10 dinar 131 x 62 mm    | 10 dinar voorzijde   |                        | Vuk Karadžić (1787 – 1864) filoloog en linguïst                      | Vuk Karadžić als lid van het eerste pan-Slavische congres dat plaatsvond in Praag in 1848. | 2006             |
| 20 dinar 135 x 64 mm    | 20 dinar voorzijde   | 20 dinar achterzijde   | Petar II Petrović Njegoš (1813 – 1851) prins-bisschop en dichter     | Petar II Petrović Njegoš Mausoleum op de berg Lovćen                                       | 2006             |
| 50 dinar 139 x 66 mm    | 50 dinar voorzijde   | 50 dinar achterzijde   | Stevan Mokranjac (1856 – 1914) musicus                               | Stevan Mokranjac en illustraties uit het Miroslav-evangelium]                              | 2005             |
| 100 dinar 143 x 68 mm   |                      | 100 dinar achterzijde  | Nikola Tesla (1856 – 1943) uitvinder                                 | Een detail van de Driefasige asynchrone motor                                              | 2003             |
| 200 dinar 147 x 70 mm   | 200 dinar voorzijde  | 200 dinar achterzijde  | Nadežda Petrović (1873 – 1915) schilderes                            | Klooster Gračanica                                                                         | 2005             |
| 500 dinar 147 x 70 mm   | 500 dinar voorzijde  | 500 dinar achterzijde  | Jovan Cvijić (1865 – 1927) geograaf                                  | Etnische decoraties en motieven                                                            | 2007             |
| 1.000 dinar 151 x 72 mm | 1000 dinar voorzijde | 1000 dinar achterzijde | Đorđe Vajfert (1850 – 1937) industrieel                              | Interieur van het voormalig hoofdgebouw van de nationale bank                              | 2003             |
| 2.000 dinar 155 x 74 mm | 2000 dinar voorzijde | 2000 dinar achterzijde | Milutin Milanković (1879 – 1958) wiskundige, astronoom en geofysicus | Fragmenten uit het werk van Milutin Milanković                                             | 2011             |
| 5.000 dinar 159 x 76 mm | 5000 dinar voorzijde | 5000 dinar achterzijde | Slobodan Jovanović (1869 – 1958) jurist, historicus en politicus     | Het parlementsgebouw van Servië                                                            | 2010             |